# East West Bank Classic 2000 - Doppio
Il doppio del torneo di tennis East West Bank Classic 2000, facente parte del WTA Tour 2000, ha avuto come vincitrici Els Callens e Dominique Monami che hanno battuto in finale Kimberly Po e Anne-Gaëlle Sidot con il punteggio di 6–2, 7–5.

## Teste di serie
1. Lisa Raymond /  Rennae Stubbs (quarti di finale)
2. Julie Halard /  Ai Sugiyama (primo turno)

1. Martina Hingis /  Nathalie Tauziat (quarti di finale)
2. Arantxa Sánchez Vicario /  Barbara Schett (quarti di finale)

## Tabellone

### Legenda
| - Q = Qualificato - WC = Wild card - LL = Lucky loser | - ALT = Alternate - SE = Special Exempt - PR = Protected Ranking | - w/o = Walkover - r = Ritirato - d = Squalificato |